# ロス・アレルセス国立公園
ロス・アレルセス国立公園（西: Parque Nacional Los Alerces）は、アルゼンチン、パタゴニア地方のチュブ州のアンデス山脈内に位置する国立公園である。公園は、マプチェ族からラウアン（lahuán）と呼ばれるパタゴニアヒバの森林と、その他のパタゴニアアンデスの植物相を保護することを目的として、1937年に設立された。2017年にはユネスコの世界遺産（自然遺産）に登録されている。
公園の西側の境界はチリとの国境と一致している。公園内に連なって存在する氷河が、モレーン、カール、澄んだ湖などの、この地域における特徴的な景観を作り出している。植生は温帯林の深い森が支配的であるものの、岩場の多いアンデス山脈の高地では草地に取って代わられている。
公園内における非常に独特で象徴的な存在は、パタゴニアヒバ（Alerce）の森林である。世界的に絶滅の危機に瀕しているパタゴニアヒバは、世界で2番目に長い寿命（3,600年以上）を持つ樹種である。
公園内のパタゴニアヒバの森林は非常に優れた保存状態にある。この特性は、ほとんど手付かずの状態で残る最後の地域の一つとなっているパタゴニアの森林地帯の保護にとって極めて重要であり、動植物の固有種および絶滅危惧種の集団にとって貴重な生息地となっている。

## パタゴニアヒバの木

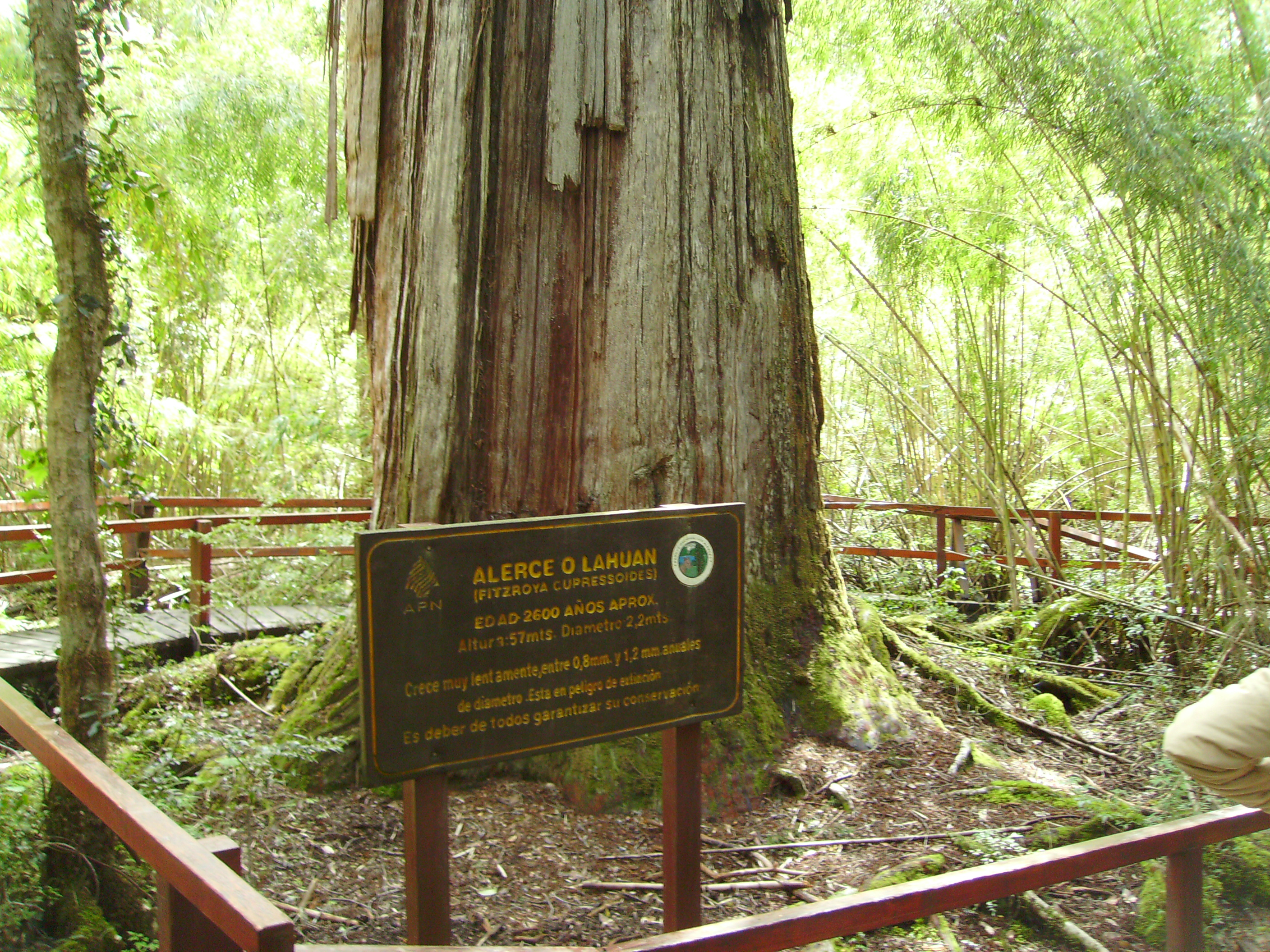
メネンデス湖の湖畔付近にある樹齢2,600年のパタゴニアヒバの木。

公園内にはアルゼンチンで最大のパタゴニアヒバの森林がある。パタゴニアヒバは、外観がアメリカ合衆国のセコイアの木とよく比較され、非常に大きな樹木へと成長する。また、世界で最も長く生きる樹種の一つであり、チリの一部の木では樹齢が3,600年に達しているものがある。パタゴニアヒバはヒノキ科に属し、非常にゆっくりと成長する。植生はチリとアルゼンチンの狭い範囲に限定されており、木材利用のための伐採により生息の危機にさらされている。
公園内で最もよく知られている、ボートで訪れることが可能な、多くの観光客が訪れる森林がメネンデス湖の北端にあるプエルト・サグラリオと呼ばれるボートの埠頭付近にある。そこにはアルゼンチンで知られている最大のパタゴニアヒバの木があり、木の高さは57メートル、直径は2.2メートルに達し、樹齢は2,600年に及ぶ。一般的なツアーではこの木がある森を訪れることになる。この一帯のパタゴニアヒバの森林にはシダ類、蘚類、地衣類、つる植物、タケ類なども生えており、雨林の様相を呈する。メネンデス湖の南西部には、さらに高く大きいパタゴニアヒバの木が存在すると考えられているが、その地域への立ち入りは制限されている。
公園内の原生林は7,407ヘクタールの面積を持ち、メネンデス湖の腕状に二手に分かれている一帯と、アムトゥイ・キメイ湖（Amutui Quimey: マプチェ語で「失われた美」の意）の上流域、およびこれらの湖に注ぎ込む河川に沿って広がっている。

## 地理

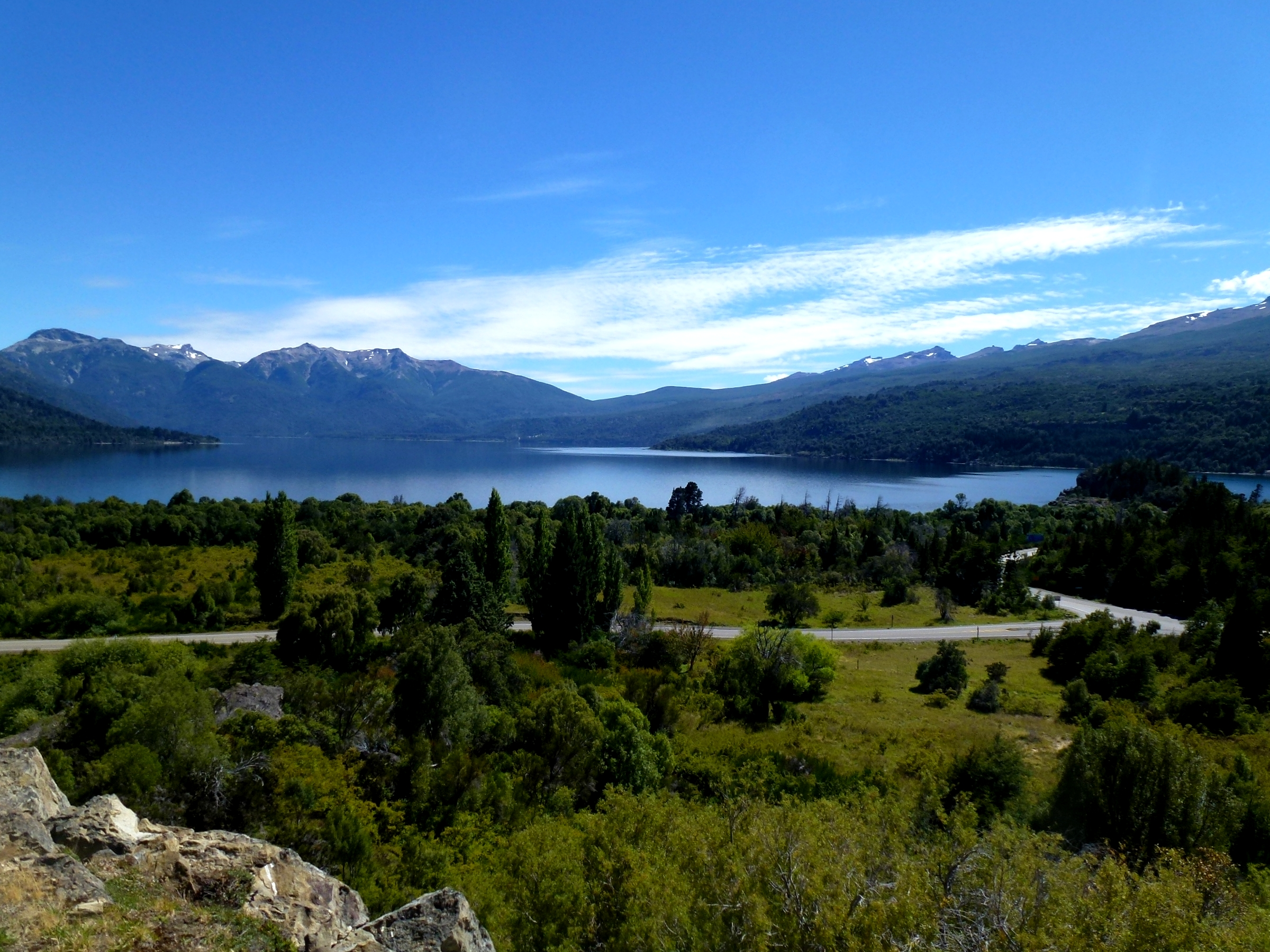
フタラウフケン湖。湖畔の東側を走るハイウェイより国立公園へのアクセスが可能である。

公園はチリとの国境に沿って南北に約65キロメートル、東西に約45キロメートルの概ね長方形の形をしている。公園はすべてフタレウフ川が流れ出る流域にあるが、流域は場所によっていくつかの異なる名称で呼ばれている。
公園の流域は、荒い流れの短い川で区切られた一連の湖によって特徴づけられ、リバダビア湖が、数珠つなぎとなっている湖の最初の湖となっている。リバダビア湖から流れ出る川はリバダビア川と呼ばれ、リバダビア湖よりはるかに小さなベルデ湖へ注ぐ。ベルデ湖から流れ出る川はアラジャネス川と呼ばれ、メネンデス湖からの流出河川と合流したのち、フタラウフケン湖へと注ぐ。フタラウフケン湖より下流では、クルーガー湖と人工湖であるアムトゥイ・キメイ湖へ流れるフレイ川がある。最終的にフタレウフ川として知られる川がアムトゥイ・キメイ湖のダムから流出し、この川が国立公園の南部の境界となっている。また、公園内の山や谷の周囲には小さな湖や河川が点在している。
ロス・アレルセス国立公園の最高地点は、標高2,440メートルのコルドン・デ・ラス・ピラミデス（Cordón de las Pirámides）である。公園の最低地点は約330メートルで、この地点でフタレウフ川が国境を越えチリへと流れていく。

## 気候

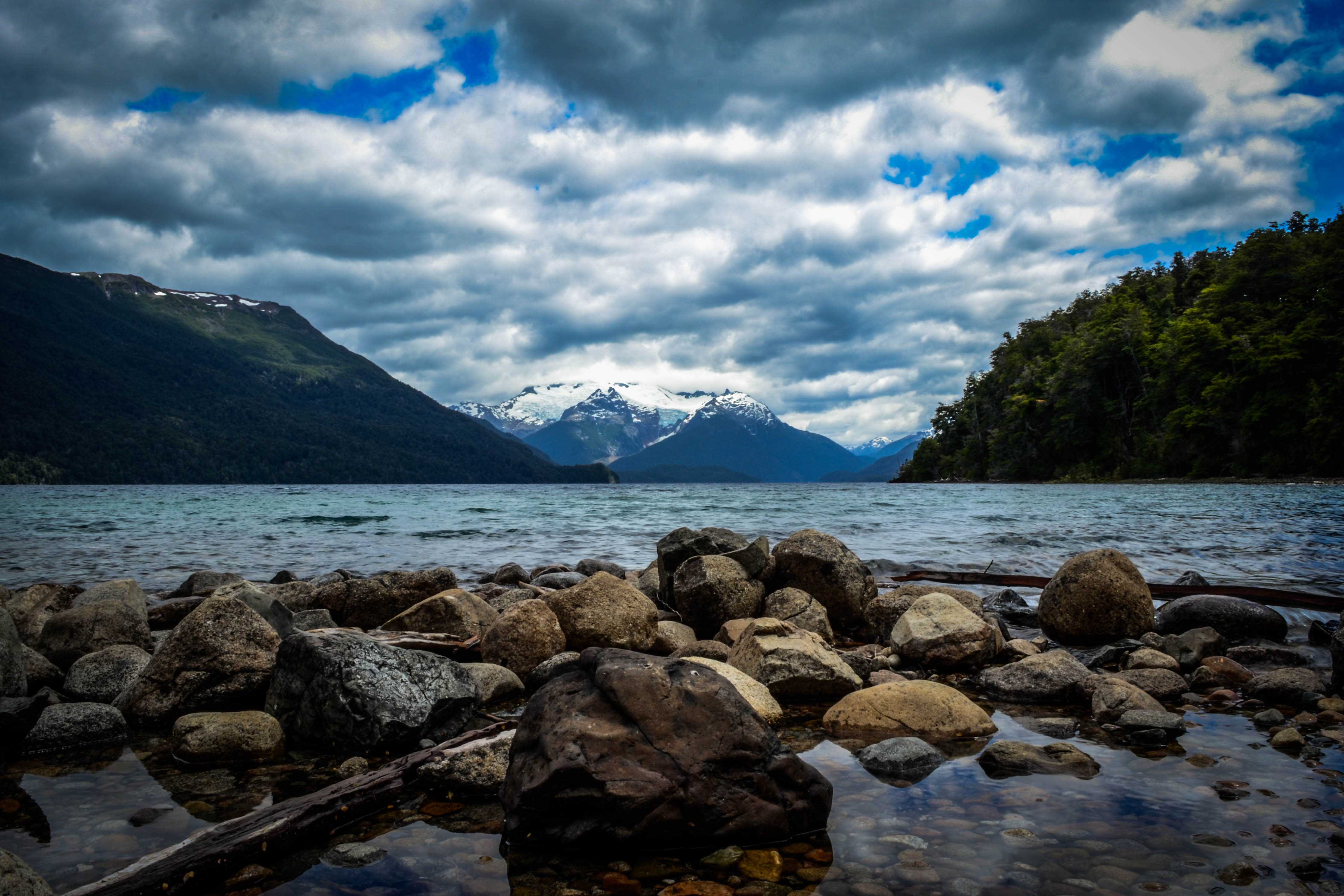
メネンデス湖とトレシジャス氷河。

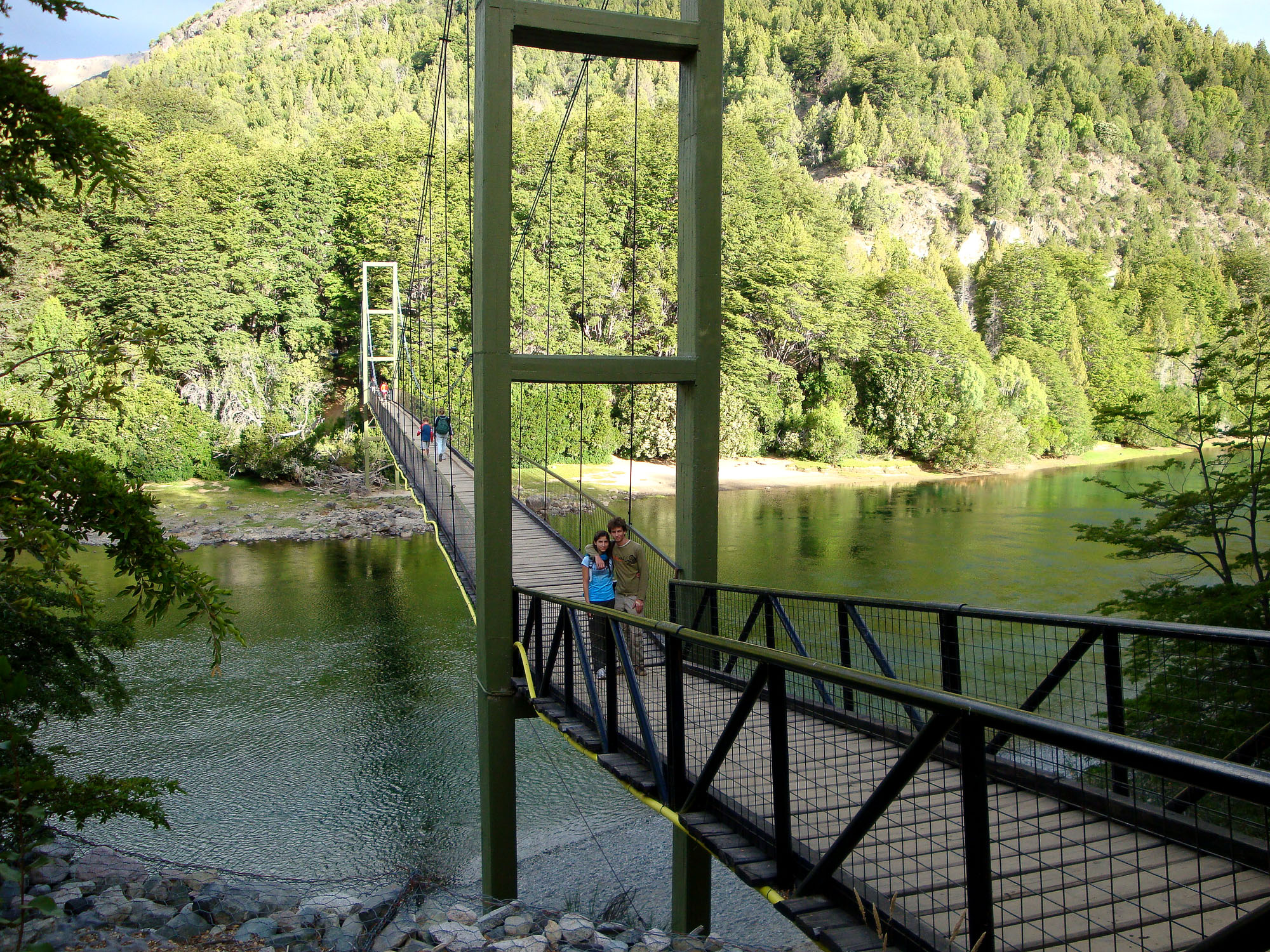
ベルデ湖の吊り橋。

ロス・アレルセス国立公園の標高の低い地域のほとんどは、ケッペンの気候区分における西岸海洋性気候（Cfb）に属している。太平洋からの湿気を含んだ雲がチリとアルゼンチンの国境地帯のアンデス山脈にさえぎられ、年間で最大3,000ミリメートルの降水量をもたらしている。ほとんどの場合、低地では雨、高地では雪となっている。アンデスの山頂から東にかけては雨蔭となるため、降水量は急速に減少し、公園の東端では約800ミリメートルにまで低下する。はっきりとした乾季はなく、南半球の冬にあたる7月から8月にかけて最も降水量が増加する。
公園内の気温は、寒冷な気温から中程度の気温の範囲にある。氷結現象は一年のどの月でも発生する可能性がある。最も暖かい月は1月で、平均気温は標高の低い場所で最高摂氏24度、最低で摂氏8度となる。最も寒い月である7月の平均気温は、最高で摂氏7度、最低で摂氏-1度となる。平均気温は標高が上がるとともに低下する。森林限界は標高1,400メートル付近にあり、これより上部では裸岩、恒久的または半恒久的な雪原、メネンデス湖の腕状の領域の間にあるトレシジャス氷河などが存在する。
公園の西側では、アンデスの高地の麓に、降水量が多い一帯とバルディビア温帯雨林が存在する。公園の残りの多くは、ラニン国立公園やナウエル・ウアピ国立公園と似た植生を持つパタゴニアの森林で、ドンベイミナミブナやレンガ の植生がみられる。 フトモモ科の Luma apiculata の木は、アラジャネス川沿いにみることができる。

## 開発と観光
チュブ州のプエルト・マドリンの産業地帯に電力を供給する水力発電ダムが、チリへと流れるフタレウフ川をせき止め、アムトゥイ・キメイ湖を形成している。公園内では釣りやハイキングなどが可能で、湖ではボートツアーがある。トレシジャス氷河は、メネンデス湖の遊覧船から眺めることができる。

## 世界遺産
ロス・アレルセス国立公園は、2017年7月にポーランドのクラクフで開催された第41回世界遺産委員会において、世界遺産（自然遺産）に登録された。

### 構成遺産の範囲
世界遺産としてのロス・アレルセス国立公園の領域は、188,379ヘクタールの公式に制定されている国立公園の領域に加え、国立公園に隣接するロス・アレルセス国立保護区（71,443ヘクタール）およびチリとの国境部分を除く国立公園と国立保護区の周囲、幅10キロメートルの範囲（135,870ヘクタール）が、緩衝地帯として追加されている。

### 登録基準
この世界遺産は世界遺産登録基準のうち、以下の条件を満たし、登録された（以下の基準は世界遺産センター公表の登録基準からの翻訳、引用である）。
- (7) ひときわすぐれた自然美及び美的な重要性をもつ最高の自然現象または地域を含むもの。
- (10) 生物多様性の本来的保全にとって、もっとも重要かつ意義深い自然生息地を含んでいるもの。これには科学上または保全上の観点から、すぐれて普遍的価値を持つ絶滅の恐れのある種の生息地などが含まれる。